# 160. Reserve-Division (Wehrmacht)
Die 160. Reserve-Division war eine deutsche Infanteriedivision im Zweiten Weltkrieg. Die Division wurde am 7. November 1943 aufgestellt. Am 9. März 1945 wurde aus der Division in Holsted in Dänemark durch Umbenennung die 160. Infanterie-Division aufgestellt. Sie kam nicht mehr zum Einsatz und ging im Mai 1945 in Kriegsgefangenschaft.

## Bekannte Divisionsangehörige
- Hans-Christian Pilster (1914–1989), war Generalmajor der Bundeswehr und Abteilungsleiter im Bundesnachrichtendienst